# Danelaw

A Inglaterra em 878

Danelaw, como registrado na Crônica Anglo-Saxã (também conhecido como Danelagh; inglês antigo: Dena lagu; em dinamarquês:  Danelov), é o nome dado historicamente à parte da Grã-Bretanha na qual as leis dos dinamarqueses (danos) eram hegemônicas e sobrepujavam as leis dos anglo-saxões. Costuma ser usado em contraste com a "Lei Saxã Ocidental" ou "Lei Mércia". O uso do termo acabou sendo ampliado pelos historiadores modernos, tornando-se uma denominação geográfica; a parte da Grã-Bretanha que fazia parte do Danelaw corresponde aos atuais norte e leste da Inglaterra. As origens do Danelaw surgiram com a expansão viquingue do século IX, embora o termo só tenha designado uma área geográfica a partir do século XI; com o aumento da população na Escandinávia, guerreiros viquingues passaram a procurar por riquezas e glórias em territórios vizinhos; um fato similar ocorreu no litoral da França, onde a presença de migrantes escandinavos condicionou a formação da região da Normandia.
Danelaw é um termo usado para descrever o conjunto de termos e definições legais criados pelos tratados feitos entre o rei inglês Alfredo, o Grande e o senhor de guerra dinamarquês, Gutrum, o Velho, assinados logo depois da derrota de Gutrum na Batalha de Ethandun, em 878. Em 886 o Tratado de Alfredo e Gutrum foi formalizado, definindo as fronteiras de seus reinos, com as respectivas providências para a manutenção de relações pacíficas entre os ingleses e os viquingues.
As leis dinamarquesas eram dominantes nos reinos de  Nortúmbria e Ânglia Oriental, e nas terras dos Cinco Burgos de Leicester, Nottingham, Derby, Stamford e Lincoln.
A prosperidade do Danelaw, especialmente Iorque, fez com que a região se tornasse um alvo de saques posteriores por parte dos próprios viquingues. Conflitos com Wessex e Mércia enfraqueceram sua força militar, o que levou à sua submissão a Eduardo, o Velho, em troca de proteção. Por fim, foi retomada pelos ingleses, e passou a fazer parte do Reino da Inglaterra, deixando de ser uma província da Dinamarca.